# Station Opoczno
Station Opoczno is een spoorwegstation in de Poolse plaats Opoczno.